# Донато Оліверіо
Донато Оліверіо (італ. Donato Oliverio; нар. 5 березня 1956, Козенца) — правлячий єпископ єпархії Лунґро Італо-албанської католицької церкви.

## Життєпис
Народився 5 березня 1956 року в м. Козенца. За походженням арбереші. Навчався в єпархіальній семінарії святого Василія в Козенці та семінарії Гроттаферрати. На подальші студії виїхав до Риму до Грецької колегії святого Атанасія і навчався в Папському університеті святого Томи Аквінського, де здобув бакалаврат з філософії і богослов'я. Також навчався в Папському східному інституті, у якому здобув ліценціат зі східних церковних наук.
17 жовтня 1982 року отримав священиче рукоположення в катедрі святого Миколая в Лунґро з рук єпископа Лунґро Джованні Стаматі. Після свячень працював парохом у Сан-Бенедетто-Уллано (до 2003). Був залучений до праці в структурах єпархії як економ і протосинкел.

## Єпископ
12 травня 2012 року папа Бенедикт XVI номінував о. Донато Оліверіо єпископом єпархії Лунґро. Єпископську хіротонію отримав 1 липня 2012 року. Головним святителем був єпископ Ерколе Лупіначчі, а співсвятителями — архиєпископ Кирил Васіль, секретар Конгрегації Східних Церков, та архиєпископ Козенци-Бізіньяно Сальваторе Нуннарі.
Вільно володіє албанською та італійською, знає також французьку і грецьку мови.